# Sisu A-45
Der Sisu A-45 ist ein 1970 eingeführter Lastkraftwagen des finnischen Fahrzeugherstellers Suomen Autoteollisuus (SAT). Der zweiachsige, allradgetriebene Lkw mit einer Nutzlast von 4150 kg ist der Nachfolger des fast identischen Sisu KB-45, der im Auftrag der finnischen Streitkräfte entwickelt wurde.

## Planung
Der A-45 basiert technisch auf seinem Vorgänger KB-45. Der wichtigste Unterschied sind die Achsen, da beim A-45 die Kirkstall-Achsen durch solche von SAT ersetzt wurden.

## Produktion und Verwendung
Der Vorgänger KB-45 wurde noch in der SAT-Fabrik in Karis produziert. Im Jahr 1969 fusionierten SAT mit Vanajan Autotehdas (VAT), worauf die Produktion des A-45 in das alte VAT-Werk in Hämeenlinna verlegt wurde. Aus Kapazitätsgründen wurden aber auch manche A-45 noch in Karis hergestellt.
Wie der KB-45 wurde der A-45 ebenfalls als „Proto“ bezeichnet, was von prototyyppi (Prototyp) abgeleitet war.
Die „protos“ wurden durch die neuen Sisu A2045 bei den finnischen Streitkräften ersetzt.

## Technische Daten

### Motor
Der Motor ist ein Sechszylinder-Reihendiesel mit Direkteinspritzung. Der Saugmotor hat eine Leistung von 103 kW bei einem Drehmoment von 393 Nm. Die stärkere Version ist mit einem Turbolader ausgestattet und hat eine maximale Leistung von 110 kW und 468 Nm Drehmoment.

### Getriebe und Fahrwerk
Über ein vollsynchronisiertes Fünfganggetriebe und ein Zweigang-Untersetzungsgetriebe werden die beiden Achsen angetrieben. Beide Achsen sind zusätzlich mit Planetengetriebe und sperrbaren Differentialen ausgestattet. Beide Achsen sind mit Längsblattfedern ausgestattet; die Vorderachse zusätzlich mit Stoßdämpfern. Die Pneumatische Handbremse wirkt auf die Hinterachse.

### Fahrgestell
Die Lenkung wird durch einen hydraulischen Servo unterstützt. Die Reifengröße an beiden Achsen ist 14,5–20", in Einzelbereifung. Der Tankinhalt beträgt 210 Liter. Die elektrische Anlage verfügt über 840 Watt und 24 Volt mit zwei 145 Ah Batterien. Am Heck gibt es eine Anhängervorrichtung. Das Standardzubehör umfasst unter anderem eine Seilwinde mit 6,5 Tonnen Kapazität und 60 Metern Stahlsteillänge. Die Winde ist sowohl vorne als auch hinten zu benutzen.

### Kabine und Ladefläche
Die Kabine besteht aus Stahl und GFK. Das Dach ist abnehmbar. Alle Fenster sind aus Sicherheitsglas und die Seitenfenster, sowie die Windschutzscheibe sind zu öffnen. Es gibt Sitze für den Fahrer und zwei Passagiere; der Sitz des Fahrers ist einstellbar. Die umfassende Instrumententafel enthält einen Drehzahlmesser.
Der Ladeflächenrahmen besteht aus Stahl und der Boden ist aus Kunststoffimprägniertem Holz. Der Zugang erfolgt von Heck aus. Die Ladefläche ist mit einer abnehmbaren Plane ausgestattet.

## Eigenschaften
Die größte Nutzlast beträgt 4.150 kg und der Anhänger darf maximal 4.000 kg auf der Straße und in ebenem Gelände haben. In schwierigem Gelände ist die maximale Nutzlast auf 2.500 kg und die Anhängelast auf 2.000 kg begrenzt. Der Wenderadius beträgt 7 m. Sowohl die maximale Steigfähigkeit, als auch der Seitengang betragen 38°. Die Bodenfreiheit beträgt 340 mm.

## Varianten
Wie der KB-45 gibt es auch eine A-45 Variante mit dem Sisu Nemo Übertragungssystem für einen hydraulisch angetriebenen Anhänger. Diese Fahrzeuge werden als AH-45 bezeichnet. Das hydraulisch System steigert die Transportleistung, so dass das maximale Gewicht eines Einachsanhängers 8.000 kg und das eines Zweiachsanhängers 12.000 kg betragen kann.